# Rainsville (Alabama)
Rainsville es una ciudad ubicada en el condado de DeKalb en el estado estadounidense de Alabama. En el censo de 2000, su población era de 4499.

## Demografía
En el 2000 la renta per cápita promedia del hogar era de $29,505, y el ingreso promedio para una familia era de $37,426. El ingreso per cápita para la localidad era de $14,806. Los hombres tenían un ingreso per cápita de $31,776 contra $19,618 para las mujeres.

## Geografía
Rainsville se encuentra ubicada en las coordenadas 34°29′32″N 85°50′43″O / 34.49222, -85.84528 (34.492258, -85.845316).
Según la Oficina del Censo de los EE. UU., la ciudad tiene un área total de 19.88 millas cuadradas (51.49 km²).